# Axel Rydin
Axel Rydin (Linköping, 14 febbraio 1887 – Norrköping, 13 maggio 1971) è stato un velista svedese.

## Palmarès

### Olimpiadi
- 1 medaglia:
  - 1 oro (Anversa 1920 nello Skerry Cruiser 40 m²)